# Handakte
Handakten sind schriftliche oder elektronische Akten, die die ordnungsgemäße Bearbeitung von Mandaten durch Rechtsanwälte, Steuerberater und Wirtschaftsprüfer dokumentieren sollen. 

## Bedeutung
Rechtsanwälte, Steuerberater und Wirtschaftsprüfer sind berufsrechtlich zum Führen von Handakten verpflichtet (§ 50 BRAO, § 66 StBerG, § 51b WPO). Entsprechende Dokumentationspflichten ergeben sich beispielsweise für Ärzte und Zahnärzte aus dem Standesrecht (Führen einer Kranken- oder Patientenakte).
Die Handakte soll alle Unterlagen enthalten, die der Rechtsanwalt im Zusammenhang mit der Mandatsbearbeitung gefertigt und vom Mandanten oder Dritten (Gegner, Gerichte, Behörden etc.) entgegengenommen hat, um die anwaltliche Betätigung widerzuspiegeln.
Bei Honorar- oder Haftungsstreitigkeiten dient die Handakte als Beweismittel. Alle Schriftstücke sollen fest eingebunden und dadurch zum Bestandteil der Handakte werden. Nicht in die Handakte gehören Gelder und dergleichen. Über verwahrte Wertgegenstände ist ein Bestandsverzeichnis in die Akte aufzunehmen.
Anhand der Handakte kann auch nach Beendigung des Mandats nachvollzogen werden, welche Tätigkeit der Anwalt entfaltet hat. 

## Aufbewahrungsdauer und Herausgabeverlangen
Rechtsanwälte müssen die Handakten sechs Jahre, Steuerberater und Wirtschaftsprüfer zehn Jahre aufbewahren.  Die Frist für die Aufbewahrungsdauer beginnt mit Ablauf des Kalenderjahres, in dem der Auftrag beendet wurde. 
Der Auftraggeber (Mandant) kann die Herausgabe der Handakten verlangen, etwa weil er einen anderen Anwalt beauftragen möchte, weil er den Verlauf des Mandates noch einmal nachvollziehen möchte oder aus anderen Gründen. Die Herausgabepflicht ist nach Ansicht des Bundesgerichtshofs (BGH) zwar nicht ausdrücklich in § 50 BRAO geregelt, aber aus der Generalklausel des § 43 BRAO in Verbindung mit § 675, § 667 BGB und inzidenter auch der Vorschrift des § 50 BRAO zu entnehmen. Die Herausgabepflicht gilt nicht für die Korrespondenz zwischen dem Rechtsanwalt und seinem Auftraggeber sowie für die Dokumente, die der Auftraggeber bereits in Urschrift oder Abschrift erhalten hat  (§ 50 Abs. 2 Satz 4 BRAO). Der Herausgabeanspruch unterliegt der dreijährigen Verjährung nach § 195 BGB. Die Länge der Aufbewahrungspflicht hat auf den Lauf der Verjährung keinen Einfluss.
Anwälte, Steuerberater und Wirtschaftsprüfer können an den Handakten grundsätzlich ein Zurückbehaltungsrecht geltend machen, solange der Mandant die in Rechnung gestellte Vergütung nicht bezahlt hat (§ 50 Abs. 3 BRAO in Verbindung mit § 17 BORA, § 66 Abs. 3 StBerG, § 51b Abs. 3 WPO).